# Escala Fujita melhorada
A escala Fujita melhorada é uma escala usada nos Estados Unidos que classifica a força de tornados com base no dano que eles causam.
Implementada para substituir a escala de Fujita, que havia sido introduzida em 1971 por Ted Fujita, seu uso foi iniciado em 1º de fevereiro de 2007. A escala tem o mesmo design básico da escala Fujita original: seis categorias de zero a cinco representando graus crescentes de danos. Ela foi revista para permitir melhores avaliações de levantamentos dos danos dos tornados, de modo a alinhar as velocidades do vento mais estreitamente com danos associados da tempestade.
A nova escala foi revelada publicamente pelo Serviço Nacional de Meteorologia dos Estados Unidos em uma conferência da American Meteorological Society em Atlanta no dia 2 de fevereiro de 2006. Foi desenvolvida entre os anos de 2000 e 2004 pelo Projeto de Melhoramento da Escala Fujita da Wind Science and Engineering Research Center na Texas Tech University, que reuniu dezenas de especialistas meteorologistas e engenheiros civis.

## Escala
| Escala | Velocidade do vento (estimada) | Velocidade do vento (estimada) | Exemplo de dano     |
| Escala | mph                            | km/h                           | Exemplo de dano     |
| EF0    | 65–85                          | 105–137                        | EF0 exemplo de dano |
| EF1    | 86–110                         | 138–178                        | EF1 exemplo de dano |
| EF2    | 111–135                        | 179–218                        | EF2 exemplo de dano |
| EF3    | 136–165                        | 219–266                        | EF3 exemplo de dano |
| EF4    | 166–200                        | 267–322                        | EF4 exemplo de dano |
| EF5    | >200                           | >322                           | EF5 exemplo de dano |